# EFS 엑스마키나
EFS 엑스마키나(EFS ex Machina)는 대한민국의 작가 백호가 쓰고, cuteg와 Dangmill이 삽화를 담당한 라이트 노벨이다. 시드노벨에서 발매 중이다.

## 개요
작가 백호(최병만)이 자신의 SF 소설 가니메데 게이트(Ganymede Gate)를 원작으로 하여 바탕 세계관과 주요 설정을 계승해, 라이트 노벨로 재창조한 스페이스 오페라-러브 코미디 소설이다. 전작과 기초 세계관을 공유하고 있으며 몇몇 인물의 경우 본작에서도 출연하지만, 사실상 양자의 연관성은 거의 없다시피 하다.
그림은 시드노벨의 작품 프린세스 키스의 삽화를 담당한 cuteg가 담당하였으나, 원작 소설의 공백이 길어지는 틈에 계약이 종료되었고, 2015년 출간된 3권은 Dangmill이 맡았다.
2권과 3권의 발매 중간인 2014년 6월부터 카카오페이지를 통해 만화(그림: 조승엽, 콘티: 윤재호)가 차례로 출격하였고(2015년 5월 12일, 46회 등장), 이듬해 5월에는 첫 단행본이 출범했다.
현재 만화는 카카오페이지에서 총 52화로 연재를 마무리 했으며 그림작가의 본 작품이외 다른 작품 활동으로 인한 잦은 연재지연, 휴재가 잦아짐으로 갑작스러운 마무리를 짓게되었다는 후기를 올렸다.
52화의 마지막은 소설 2권의 도입부 부분이다.

## 스토리
지구연방 우주군 소속 대위인 강현준(姜賢俊)은 중대한 실책(오인포격)으로 군사재판에 회부되지만, 자신에게는 사건의 기억이 없다. 징역형을 선고받고 복역 중인 어느 날, 그의 앞에 특임전대, 통칭 나이트메어(Nightmare)의 전대장 리원(李文) 지구연방 해군 대령이 찾아온다.
《복권되고 싶지 않나, 대위?》
그는 나이트메어의 최신예 정보수집함 엑스마키나(EFS ex Machina)의 부함장을 맡아 주면 복권시켜 주겠다는 제안을 내세운다. 이렇게 해서 복귀한 현준에게 기다리고 있던 것은 '모든 것 위에 우월하신 제멋대로 미소녀 함장님' 류신혜(柳神惠) 우주군 소령이었다.
복권되기 위해 노력하는 현준에게 상식적인 군 생활은 종막을 고하고, 승조원은 단 3명뿐인 엑스마키나 함에서 현준에게 이래저래 골치아픈 사건들이 찾아온다.

## 등장인물
※작중 이름 표기에서는 언어에 관계 없이 성과 이름을 띄어쓰고 있으므로, 이 문단에서도 그것을 따른다.
강 현준(姜 賢俊)
남·2119년 10월 5일·27세·185cm·73kg
대한민국 국적, (임시)지구연방 우주군 대위 겸 엑스마키나 부함장.
《아아……이 함은 글렀어!》
뛰어난 관찰력과 집중력, 경험적 지식을 바탕으로 활동하는 두뇌파, 그러나 자신은 그 지적 능력을 과소평가하고 있다. 엑스마키나에서 유일하게 상식을 가진(다만, 우주전함을 보고서 피그말리온 같은 면을 보인다) 승조원인 이유로 이래저래 골치아픈 신세. 오로지 복권을 위해, 아직도 고생길은 활짝 열려 있다.
함 내에서 신혜의 집사로 공인되었다.
우주연방군의 주류 의견대로 인공지능을 완전히 신뢰하지 않고 사람이 조종하는 전투를 주장한다.
류 신혜(柳 神惠)
여·불명·불명·151cm·최상급 비밀
국적 불명, 지구연방 우주군 소령, 엑스마키나 함장.
《훗, 함장은 모든 계급 앞에 우월해.》
'독존적·고압적·도도함·고귀함'의 전형적인 제멋대로 여왕님. 매사에 당차고 옳고 그름이 분명한 성격이며 지는 것을 굉장히 싫어한다. 독점욕도 강해서 외부의 도전을 피하지 않는다. 중요하거나 궁금한 일은 직접 행동하고 눈으로 확인해야 직성이 풀리는 적극적인 성격.
후지와라 나기사(藤原 汀)
여·2120년 1월 19일·26세·163cm·53kg
일본 국적, 지구연방 공군 중위, 엑스마키나 의무관(겸 조함관).
《부장, 애정을 갖고…….》
항상 담담한 표정을 유지해서 도통 속을 알 수 없는 마이페이스의 미인. 희미한 목소리 때문에 의사소통을 위해서는 약간의 숙련 기간이 필요하다.
공군에 의무관이지만 조함 자격을 갖추고 있으며, 그 기술은 상상을 초월한다.
리 원(李 文)
남·2104년 6월 6일·42세·194cm·98kg
중화인민공화국 국적, 지구연방 해군 대령, 특임전대 나이트메어 전대장.
《복권되고 싶지? 그럼 꼭 귀관의 임무를 완수하게. 그것이 무엇이든 간에, 반드시.》
2m에 가까운 장신, 근육으로 뒤덮인 무투파 사나이이면서, 동시에 속에 능구렁이를 너덧 마리 이상 키우고 있는 베테랑 정보담당관. 지구연방군 전체에서 신혜를 통제할 수 있는 유일한 인물이며, 엑스마키나와 관련된 모든 작전을 입안하고 하달한다.
윤 지수(尹 地粹)
여·2121년 7월 7일·25세·158cm·44kg
대한민국 국적, 지구연방 육군 소위, 특임전대 나이트메어 수석부관.
《죄송합니다. 시정하겠습니다.》
엄청난 덜렁이에 맹순이, 눈치마저 없는 도저히 비서직 부관으로는 보이지 않는 리 원 대령의 부관. 항상 실수가 잦고 그것을 수습하는 과정에서도 처절한 실수를 반복한다. 그러나 꽤나 자주 냉철한 부관의 자세를 보여준다.
놀랍게도 그것이 리 원의 취향이라고.

## 세계관과 용어

### 배경
2111년, 우주개발공사의 지질탐사선 벨 보우(Bell Bow)가 목성의 위성 가니메데(Satelite Ganymede)를 탐사하던 도중 초대형의 천공(穿孔)을 발견한다. '게이트(Gate)'로 정식 명명된 이 웜홀을 통해 2113년 3월 13일 유인탐사선 트리니티(Trinity)가 새로운 항성계와 지구와 흡사한 환경을 가진 행성을 발견한다. 이 행성은 가니메데(Planet Ganymede)로 명명되며, 후에 '원주인'으로 명명된, 지구의 역사로 치면 중세 시대에 해당하는 문명을 가진 지적 생명체가 살고 있었다.
2122년, 가니메데 근처로 접근한, 새로운 외계 문명이 영어를 해석해 교신을 시도하고, 지구연방정부는 '신성 락시아 제국'이라고 자처한 외계 문명을 공식 인정한다. 처음에는 우호 관계를 취하던 양 세력은 2130년 제국의 일방적인 단교 조치에 이어 2132년에 발발한 제1차 우주전쟁으로 적대 관계가 되며, 후에 휴전을 했다가 2144년 제2차 우주전쟁이 발발해 현재(2145년)까지 이어지고 있다.

### 지구 측
- 지구연방(Earth Federation)

지구에 설립된 연방 정부(대한민국을 포함한 다수의 국가를 거느리고 있는 것으로 보인다). 본 작의 배경이 되는 지구연방군이 속한 기관이기도 하다. 본 작에서는 국제 연합의 적대 기관이며 더 우월한 세력을 갖추고 있는 것(즉, 지구에는 최소 2개의 범국가적 세력이 있다)으로 묘사된다. 공식 언어는 미국 영어(American English) 하나 밖에 알려져 있지 않으나, 작중 인물들의 이름이나 지명을 보면 대내적으로 다양성을 인정하는 것 같다.
- 지구연방군

지구연방에 속한 육군·해군·공군·우주군과 기타 부서로 구성된 지구를 대표하는 군대. 여기에 속한 우주함은 함명 앞에 EFS(Earth Federal Spaceship)가 수식된다. 군의 통일성을 기하기 위해 미국 영어만 쓰고 있다.
- 나이트메어(Nightmere)

정식 명칭은 지구연방군 정보사령부 대 제국 정보수집전담부대. 속칭 특임전대. 2130년 11월에 창설되었다. 일반군에서는 좋지 않게 보이고 있다. 소속한 모든 우주함은 검은색으로 도색된다. 전대장은 지구연방 해군 대령 리 원이다.
- EFS 엑스마키나(ex Machina)함

지구연방군 정보사령부 특임전대 소속. 항주시험용 우주호위함(Space Frigate Experimental) 3번함. 함번 SFX045. 설계에서 구축까지 신혜가 담당했다. 호위함에 걸맞지 않은 과무장을 갖추고 있다.
- 데우스 엑스 마키나(Deus ex Machina)

고대 그리스 연극에서, 갈등이 절정에 달했을 때 무대장치를 이용하여 신이 등장하여 모든 걸 끝내는 장면을 의미하는 단어. 이에 파생하여, 창작물의 절정부에서 모든 갈등을 일시에 해소하는 해결책을 의미하게 되었다. 엑스마키나 함명의 유래이다.
- 월궁항아(月宮姮娥)

정식 명칭은 제7세대 인공지능형 개발시제품 버전0.4 코드네임 월궁항아, 통칭 항아. 유래는 전설상의 항아. 엑스마키나 함의 중앙관제시스템으로 모두 신혜가 개발했다. 조함 능력이 불완전해 자동으로는 과격한 기동밖에 하지 못하며, 이로 인해 현준은 조함사의 동승을 권고했으나 나기사의 조함 능력에 입을 다물었다. 자연스러운 합성 음성을 구사하며 '대인친화목적다중어휘구사기능'이라는 인공지능을 갖추고 있는데, 쉽게 말하면 승조원과 농담 따먹기를 할 수 있다(항아 본인(?)도 인정하고 있다). 신혜를 주인님, 나기사를 아가씨, 현준을 집사라고 부르지만 어디까지나 평소 상황에서.
- 국제 연합

지구연방과 대치하는 국제 정부(?). 연방이 대 제국 전쟁(제1차 우주 전쟁)에서 전력을 대거 상실한 것으로 판단하여 연방에 가니메데의 이권을 양도하라고 하였으나, 연방과 벌인 제한전에서 패했다. 인도네시아와 인도 등이 회원국으로 되어 있으며, 아직 제국과 싸운 적은 없는 것으로 보이며 작중에서도 연대기에 제한전의 상대방으로 기록된 게 전부로, 본작의 비중은 0이다.

### 제국 측
- 신성 락시아 제국

지구와 같거나 약간 우월한 정도의 문명을 갖추고 있는 것으로 판단되는 외계 문명. 생김새도 인류와 흡사하다. 행성 가니메데를 둘러싸고 지구연방과 대립하고 있다. 지구의 '제국', '제국인' 등의 명칭은 신성 락시아 제국을 가리키는 고유명사화되었다. 3권에서 원래의 영역 내에서 권모술수를 부린 끝에 패권을 잡은 것으로 나온다.
- 제국어(帝國語, kaiserlichen Deutsch)

신성 락시아 제국의 언어. 그 성조가 독일어와 비슷하게 들려 제국식 독일어로 불리고 있지만 정확하지 않은 표현이다. 작중에서는 편의상 제국어 단어를 독일어로 병기하고 있다.
- 신성제국군

대지군·해양군·창공군·은하군(각각 지구연방군의 육군·해군·공군·우주군과 대응)과 기타 부서로 구성된 신성 락시아 제국의 군대. 전자전 장비와 생체 무기를 주요 전력으로 삼고 있다.
- 은하섬격함(銀河閃擊艦, die Galaktisch Sturmschiff)

1권 중 SPG(Space Patrol Group)006(브리이트(EFS Brighid) 초계전대)을 급습한 제국전대의 주력함급. 지구연방군의 타입32급 SDD(Space Destroy Defense/宇宙驅逐艦(우주구축함))급에 해당한다.
- 샤이넌(Scheinen)

제국인이 사용하는 독특한 신호체계를 발산하는 생체병기. 이 신호를 증폭하면 성악과 비슷하게 들려, 지구인들은 그 음역에 가까운 성악 용어(소프라노, 바리톤 등)로 이 신호를 명명하고 있다. 제1차 우주전쟁 중 지구연방군의 전자전 장비와 무인병기를 무력화시켜 제국군의 초반 우위를 확정지었다.
- 무스켈(Muskel)

제국군 장비의 구성품인 독특한 내장제. 처음에는 단순한 유기 화합물 덩어리로 여겨졌지만 신혜는 이것을 구동장치 역할을 하는 하나의 생명체임을 밝혀냈다. 외부 신호를 받고 동작을 수행하며, 여러 광범위한 동작을 하나의 무스켈이 수행할 수 있다.

### 가니메데 측
- 행성 가니메데

지구연방과 신성 락시아 제국의 주요 충돌 지점인 행성. 근처에 웜홀인 '가니메데 게이트'가 있어서 연방 측에서 지구-가니메데 사이를 이동하기가 쉽다. 지구의 중세 시대 수준의 문명을 가진 '원주인'이 동서 양 대륙에 나뉘어 살고 있으며, 연방과 제국이 원주인의 분쟁을 후원하거나 전쟁에 직접 개입하는 방식으로 각자의 이익을 추구하고 있다. 아직 본 작품 속에서 무대가 된 적은 없기에, 연대기에 나온 것(현재 통일 국가가 있음) 이상의 정보는 알 수가 없다.

## 단행본 목록
1. 《EFS 엑스마키나: 우월한 함장님》, 2010-03-01, ISBN 978-89-267-8032-9
2. 《EFS 엑스마키나: 마이 페어 레이디(My Fair Lady)》, 2010-09-01, ISBN 978-89-267-8041-1
3. 《EFS 엑스마키나: 역습의 작전사관》, 2015-05-01, ISBN 978-89-267-9906-2

### 만화책 목록
1. EFS 엑스마키나 1(SL코믹스), 2015-05-01, ISBN 978-89-267-9917-8

## 같이 보기
- 시드노벨
- 스페이스 오페라
- 가니메데 게이트